# Afrivoluta pringlei
Genre
Espèce
Afrivoluta pringlei est une espèce de mollusques gastéropodes marins appartenant à la famille des Marginellonidae. Il s'agit de la seule espèce du genre Afrivoluta.

## Description
- Répartition : Afrique du Sud.
- Longueur : 12 cm.

## bibliographie
- Arianna Fulvo et Roberto Nistri (2005). 350 coquillages du monde entier. Delachaux et Niestlé (Paris) : 256 p.  (ISBN 978-2-603-01374-8)